# Sakuranétine
La sakuranétine est un composé organique de la famille des flavanones, un sous-groupe de flavonoïdes. Elle est présente dans Polymnia fruticosa et le riz où elle agit comme phytoalexine contre la germination des spores de Magnaporthe grisea (pyriculariose).

## Hétérosides
La sakuranine est le 5-O-glucoside de la sakuranétine.

## Métabolisme

### Biosynthèse
La sakuranétine est produite par l'action de la naringinine 7-O-méthyltransférase sur la naringinine, avec la S-adénosylméthionine comme donneur de groupe méthyle.

### Biodégradation
Les flavanones 7-méthoxylées comme la sakuranétine sont dégradées par des organismes du type de Cunninghamella elegans, par déméthylation suivie d'une sulfatation.